# Autonomia responsable
La autonomia responsable és una administració o un sistema d'organització (per a aconseguir la realització de coses) en el qual un individu o un grup social té autonomia volitiva per a decidir què fer, però sent responsable del resultat de la decisió, pot ser cridat `cap regla', o més aviat, cap regla externa. L'existència de la responsabilitat fa l'autonomia responsable similar a l'anarquia en el seu sentit d'autoorganització política; l'autonomia responsable requereix límits bé definits en els quals cap adreça externa pot ingressar, com poden ser agendes programàtiques amb obligacions o metes a complir, terminis, entre d'altres. L'autonomia responsable, és juntament amb la jerarquia i la heterarquia, una de les 3 formes de "fer la coses" segons la teoria de la triarquia.

## Exemples
- Adam Smith va descriure el funcionament de l'autonomia en l'esfera econòmica, on les accions autònomes de les empreses es combinen per a generar la «mà invisible» del mercat. La necessitat de generar prou diners per a sobreviure proporciona la necessària rendició de comptes. Les empreses amb èxit financer sobreviuen i creixen; les no reeixides no ho fan. La invenció de la responsabilitat limitada com forma jurídica incorpora una important línia divisòria entre una empresa i els seus accionistes.
- La investigació científica bàsica, en el món acadèmic i en els instituts d'investigació, és en gran manera portada a terme per grups autònoms, que són dirigits per investigadors principals. Aquests grups desenvolupen la seua reputació per la publicació d'informes en revistes. Els investigadors principals sol·licitar beques d'investigació de diversos organismes de finançament. Les subvencions es donen amb subjecció a la novetat i la importància de la sol·licitud de subvenció i la reputació del grup. L'investigador principal té la llibertat de triar els temes d'investigació i de reclutar a les persones el que li proporciona autonomia. La continuïtat del grup depèn de publicar una bona investigació - proporcionar aquesta rendició de comptes.
- Les institucions d'investigació d'administracions solen donar als individus gerents de fons una gran quantitat d'autonomia. Si un fons fa bé, en relació amb el sector o al mercat en el seu conjunt, el seu administrador podrà ser sotmès a un major fons i atraurà a més clients. L'autonomia és proporcionada per les polítiques internes de la institució d'inversió. La rendició de comptes és proporcionada per l'acompliment del fons.